# Bouchet (Drôme)
Bouchet is een gemeente in het Franse departement Drôme (regio Auvergne-Rhône-Alpes). De gemeente telde 1.417 inwoners op 1 januari 2022.

## Geografie
De oppervlakte van Bouchet bedraagt 11,89 vierkante kilometer; de bevolkingsdichtheid is 130 inwoners per km² (per 1 januari 2019).

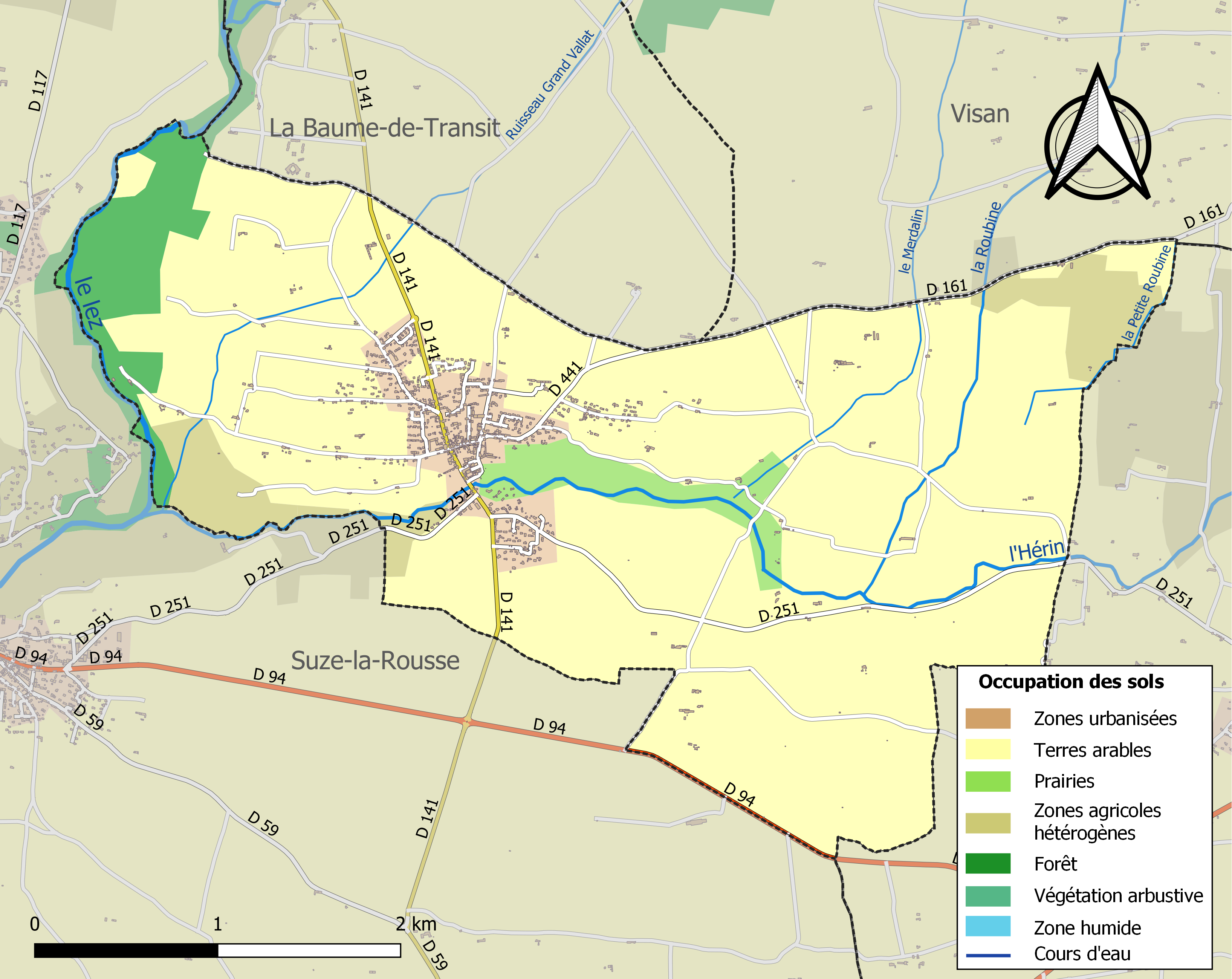
Kaart van de gemeente met belangrijkste infrastructuur, bodemgebruik en omliggende gemeenten

## Demografie
Onderstaande figuur toont het verloop van het inwonertal (bron: INSEE-tellingen).